# Mutua Madrid Open 2011
Mutua Madrid Open 2011 war der Name eines Tennisturniers der WTA Tour 2011 für Damen sowie eines Tennisturniers der ATP World Tour 2011 für Herren und fand zeitgleich vom 30. April bis 8. Mai 2011 in der Caja Mágica im spanischen Madrid statt.

## Herrenturnier
→ Hauptartikel: Mutua Madrid Open 2011/Herren
→ Qualifikation: Mutua Madrid Open 2011/Herren/Qualifikation

## Damenturnier
→ Hauptartikel: Mutua Madrid Open 2011/Damen
→ Qualifikation: Mutua Madrid Open 2011/Damen/Qualifikation